# Rukomet na OI 1976.
Rukomet na Olimpijskim igrama u Montrealu 1976. uključivao je natjecanja u muškoj i ženskoj konkurenciji.

## Osvajači medalja

### Muški
| Zlato | Srebro | Bronca |
| --- | --- | --- |
| SSSR Oleksandr Rezanov Mykola Tomyn Serhij Kušnirjuk Jurij Lahutin Vladimir Maksimov Jurij Kidjajev Jurij Klimov Vladimir Kravcov Valerij Gassij Vasilij Iljin Mihajlo Iščenko Aleksandr Anpilogov Jevgenij Černyšev Anatolij Fedjukin | Rumunjska Constantin Tudosie Radu Voina Nicolae Munteanu Cornel Penu Werner Stöckl Roland Gunesch Gavril Kicsid Ghiţă Licu Alexandru Fölker Cristian Gaţu Mircea Grabovschi Stefan Birtalan Adrian Cosma Cezar Drăgăniṭă | Poljska Zdzisław Antczak Janusz Brzozowski Piotr Cieśla Jan Gmyrek Alfred Kałuziński Jerzy Klempel Zygfryd Kuchta Jerzy Melcer Ryszard Przybysz Henryk Rozmiarek Andrzej Sokołowski Andrzej Szymczak Mieczysław Wojczak Włodzimierz Zieliński |

### Ljestvica od 4. do 11. mjesta
4. SR Njemačka: Gerd Becker, Günter Böttcher, Heiner Brand, Bernhard Busch, Joachim Deckarm, Arno Ehret, Jürgen Hahn, Manfred Hofmann, Peter Jaschke, Peter Kleibrink, Kurt Klühspies, Rudolf Rauer, Horst Spengler, Walter von Oepen Izbornik: Vlado Stenzel
5. Jugoslavija: Abaz Arslanagić, Vlado Bojović, Hrvoje Horvat, Milorad Karalić, Radivoj Krivokapić, Zdravko Miljak, Željko Nimš, Radisav Pavićević, Branislav Pokrajac, Nebojša Popović, Zdravko Rađenović, Zvonimir Serdarušić, Predrag Timko, Zdenko Zorko Izbornik: Ivan Snoj
6. Mađarska: Béla Bartalos, Ferenc Buday, Ernő Gubányi, László Jánovszki, József Kenyeres, Zsolt Kontra, Péter Kovács, Mihály Sűvöltős, István Szilágyi, István Varga, Károly Vass, Gábor Verőci, Zoltán Bartalos, Pál Kocsis Izbornik: Mihály Faludi
7. ČSSR: Bohumil Cepák, Jozef Dobrotka, Vladimír Haber, Jiří Hanzl, Vladimír Jarý, Jiří Kavan, Jindřich Krepindl, Jiří Liška, Pavel Mikeš, Ján Packa, Jaroslav Papiernik, Ivan Satrapa, František Šulc, Štefan Katušák Izbornik: Jiří Vícha
8. Danska: Søren Andersen, Lars Bock, Anders Dahl-Nielsen, Jørgen Frandsen, Claus From, Henrik Jacobsgaard, Palle Jensen, Kay Jørgensen, Bent Larsen, Thor Munkager, Thomas Pazyj, Jesper Petersen, Johnny Piechnik, Morten Stig Christensen Izbornik: Jørgen Gaarskjær
9. Japan: Kenji Fujinaka, Seimei Gamo, Hiroshi Hanawa, Hiroshi Honda, Toyohiko Hozumi, Satoshi Kikuchi, Minoru Kino, Kozo Matsubara, Takezo Nakai, Kenichi Sasaki, Yoji Sato, Masaaki Shibata Izbornik: Tomoaki Takeno
10. SAD: Richard Abrahamson, Roger Baker, Peter Buehning, Jr., Randolph Dean, Robert Dean, Vincent DiCalogero, Ezra Glantz, William Johnson, Patrick O'Neill, Sandor Rivnyak, James Rogers, Kevin Serrapede, Robert Sparks, Harry Winkler Trainer: Dennis Berkholtz
11. Kanada: Wolfgang Blankenau, Christian Chagnon, François Dauphin, Hugues de Roussan, Pierre Désormeaux, Pierre Ferdais, Robert Johnson, Richard Lambert, Claude Lefebvre, Danny Power, Pierre St. Martin, Stan Thorseth, Luc Tousignant, Claude Viens Izbornik: Eugen Trofin

### Žene
| Zlato | Srebro | Bronca |
| --- | --- | --- |
| SSSR Natalya Timoshkina-Sherstyuk Zinaida Turchina Galina Zakharova Rafiga Shabanova Lyudmila Shubina Lyubov Odinokova-Berezhnaya Lyudmila Panchuk Lyudmila Poradnik-Bobrus Mariya Litoshenko Nina Lobova Aldona Neneniene-Cesaitìte Tatyana Glushchenko Larisa Karlova Tatyana Kotchergina-Makarets | Istočna Njemačka Hannelore Zober Gabriele Badorek Evelyn Matz Roswitha Krause Christina Rost Petra Uhlig Christina Voss Liane Michaelis Silvia Siefart Marion Tietz Kristina Richter-Hochmut Eva Paskuy Waltraud Kretzschmar Hannelore Burosch | Mađarska Éva Angyal Àgota Bujdosó Klára Csik-Horváth Zsuzsanna Kézi-Pethõ Katalin Laki-Tóth Harsányi Rozália Lelkes-Tomann Márta Megyeri-Pacsai Ilona Nagy Marianna Nagy Erzsébet Németh Amália Sterbinszky Borbála Tóth Harsányi Mária Vadász-Vanya |